# Shahrestān di Qirokarzin
Lo shahrestān di Qirokarzin o di Qir e Karzin (farsi شهرستان قیر و کارزین) è uno dei 29 shahrestān della provincia di Fars, in Iran. Lo shahrestān è suddiviso in 2 circoscrizioni (bakhsh): 
- Centrale (بخش مرکزی), con le città di Qir e Karzin.
- Efzar (بخش افزر), con la città di Efzar.